# Dominik Mysterio
Dominik Óscar Gutiérrez (San Diego, California; 5 de abril de 1997) es un luchador profesional estadounidense. Actualmente trabaja para la empresa WWE y Triple A, donde en WWE se presenta en la marca Raw bajo el nombre de “Dirty" Dominik Mysterio y En Triple A se presenta bajo el nombre del “Ginecólogo del Ring" Dominik “Echalas pa acá" Mysterio
Entre sus logros destacan dos reinados como Campeón Norteamericano de NXT, haber ganado los títulos en pareja de SmackDown con su padre Rey Mysterio, y su actual reinado como Campeón Intercontinental

## Primeros años
Dominik Gutiérrez nació el 5 de abril de 1997. De ascendencia mexicana, es hijo de Angie y Óscar Gutiérrez, más conocido como Rey Mysterio Jr. Tiene una hermana menor, Aalyah Gutiérrez.
Gutiérrez se graduó de la Horizon Christian Academy en San Diego, donde jugó como safety en el equipo de fútbol de la escuela, y asistió al Southwestern College en Chula Vista durante algunos semestres.

## Carrera

### WWE / Lucha Libre AAA Worldwide

#### The Mysterios (2019–2022)
En 2018, Gutiérrez comenzó a entrenar con Jay Lethal y su padre para convertirse en luchador profesional. En el episodio del 19 de marzo de 2019 de SmackDown Live, Dominik apareció en el programa con su padre, Rey Mysterio Jr., quien anunció que se enfrentaría a Samoa Joe por el Campeonato de los Estados Unidos de WWE en WrestleMania 35 el 7 de abril. Una vez más apareció en Raw de abril a junio, durante la disputa entre Mysterio y Joe.  Durante los meses siguientes, estuvo involucrado en las historias y combates de su padre, incluida la interferencia en el combate por el Campeonato de WWE de Rey contra Brock Lesnar en Survivor Series el 24 de noviembre.
En mayo de 2020, Rey y Dominik tuvieron un feudo con Seth Rollins y Buddy Murphy, lo que llevó al primer combate de Dominik en SummerSlam el 23 de agosto, donde perdió ante Rollins en una Street Fight. En Payback el 30 de agosto, Dominik y Rey derrotaron a Rollins y Murphy, obteniendo su primera victoria en WWE. En el siguiente episodio de Raw, Dominik perdió ante Rollins en una clasificatoria para el combate de triple amenaza por el Campeonato de WWE en Clash of Champions.
Como parte del Draft de 2020 en octubre, Dominik fue reclutado para la marca SmackDown. En Survivor Series el 22 de noviembre, Dominik no pudo ganar una batalla real de doble marca. En Royal Rumble el 31 de enero de 2021, participó en su primer Royal Rumble match en el puesto #21, eliminando a King Corbin, pero fue eliminado por Bobby Lashley. Luego, Dominik comenzó a hacer equipo con Rey, y en la edición de WrestleMania de SmackDown el 9 de abril, se enfrentaron a The Street Profits, Otis y Chad Gable, y los campeones Dolph Ziggler y Robert Roode por el Campeonato de Parejas de SmackDown en un esfuerzo fallido ya que los campeones retuvieron. En WrestleMania Backlash el 16 de mayo, ganaron los títulos de Ziggler y Roode, marcando el primer campeonato de Dominik en WWE y convirtiéndolo a él y a Rey en los primeros campeones en parejas de padre e hijo en la historia de la promoción. En Money in the Bank el 18 de julio, The Mysterios perdieron los títulos ante The Usos, poniendo fin a su reinado a los 63 días. Se programó una revancha por los títulos para SummerSlam el 21 de agosto, que los Mysterios no pudieron ganar. which the Mysterios failed to win.
Como parte del Draft de 2021, Rey y Dominik fueron reclutados para la marca Raw. En el episodio del 25 de octubre de Raw, Dominik perdió ante Austin Theory. La semana siguiente, en el episodio del 1 de noviembre de Raw, su padre Rey perdió ante Theory por descalificación, después de abofetear a Theory en la cara, antes de que el árbitro Rod Zapata lo atrapara y llamara la campana. En el Royal Rumble de 29 de enero de 2022, Dominik ingresó en el puesto #14, pero fue eliminado rápidamente por Happy Corbin. En el episodio del 21 de febrero de Raw, The Miz retó a The Mysterios a una lucha por equipos en WrestleMania 38 con el influencer Logan Paul como su compañero, lo cual aceptaron.  En la primera noche del evento, el 2 de abril, Dominik y Rey perdieron ante The Miz y Paul. En el episodio del 27 de junio de Raw, The Mysterio compitieron en una batalla real en busca de un lugar en el Money in the Bank Ladder match del Money in the Bank, que fue ganada por Riddle.

#### The Judgment Day (2022–presente)
En el verano de 2022, The Mysterios comenzaron un feudo con The Judgment Day (Finn Bálor, Damian Priest y Rhea Ripley) por sus intentos de reclutar a Dominik en el grupo y traicionar a su padre. En SummerSlam el 30 de julio, The Mysterios derrotaron a Bálor y Priest luego de la interferencia de Edge, el exlíder de The Judgment Day, quien regresaba. Después de perder una lucha por el Campeonato Indiscutible de Parejas de WWE en el siguiente episodio de Raw, The Judgment Day atacó a Dominik y Rey. Edge salió para salvarlos, pero Edge accidentalmente atravesó a Dominik con una Spear. La semana siguiente, Dominik confrontó a Edge y lo empujó. Más tarde esa noche, durante una lucha entre Rey y Bálor, Ripley apareció y derribó a un Dominik ensangrentado y magullado, distrayendo a Rey el tiempo suficiente para que Bálor ganara la lucha. Dominik acompañó a Rey y Edge en su combate contra Bálor y Priest en Clash at the Castle el 3 de septiembre, donde Edge y Rey ganaron. Tras el combate, Dominik conectó un golpe bajo y un clothesline a Edge, convirtiéndose en heel por primera vez en su carrera. En el siguiente episodio de Raw , Dominik se unió oficialmente a The Judgment Day, ayudando al grupo a atacar a Edge y Rey.
Como parte de The Judgment Day, Dominik adoptó un personaje (o gimmick) similar al de Eddie Guerrero, Latino Heat, mientras estaba con Ripley, quien se hacía llamar la «Mami» de Dominik. Los meses siguientes, Dominik tuvo un feudo con su padre, quien se negó a luchar con él. Durante un segmento donde Dominik y Ripley atacaron a la familia de Mysterio el Día de Acción de Gracias, su personaje cambió después de que la policía lo arrestara. Dominik, además, modificó su personaje al de un joven arrogante que finge ser un exconvicto peligroso que «había pasado tiempo en prisión con las personas más peligrosas del mundo», aunque carecía de credibilidad callejera real. El feudo con su padre continuó en Royal Rumble el 28 de enero, donde Dominik entró con la máscara de su padre. Él y Bálor eliminaron a Johnny Gargano antes de ser eliminados por el eventual ganador Cody Rhodes. Con Ripley ganando el Royal Rumble femenino y eligiendo retar por el Campeonato Femenino de SmackDown, The Judgment Day comenzó a aparecer en SmackDown, por lo que Dominik comenzó a atormentar a Rey nuevamente. En el episodio del 13 de marzo de Raw, Dominik retó a Rey a un combate en WrestleMania 39, pero este se negó, diciendo que nunca pelearía con su propio hijo. En el episodio del 24 de marzo de SmackDown, Rey atacó a Dominik después de faltarle el respeto a su madre y hermana, aceptando el reto. En la noche 1 de WrestleMania 39 el 1 de abril, Rey derrotó a Dominik después de la interferencia del recién reformado Latino World Order y el reggaetonero Bad Bunny.
En julio, comenzó a luchar con el apodo «Dirty» junto con su nombre. En el episodio del 17 de julio de Raw, Dominik y Priest no pudieron ganar el Campeonato Indiscutible en Parejas de WWE de Kevin Owens y Sami Zayn. La noche siguiente en NXT, Dominik reclamó su primer título individual cuando derrotó a Wes Lee por el Campeonato Norteamericano de NXT, después de la interferencia de Bálor, Priest y Ripley, poniendo fin al reinado récord del título de Lee en 269 días. En el siguiente episodio de SmackDown, Dominik derrotó a Butch de The Brawling Brutes para retener el título. En el proceso, Dominik se convirtió en la primera persona en la historia de WWE en luchar en los eventos principales de las tres marcas en la misma semana. En el siguiente episodio de Raw, Dominik defendió con éxito el título contra Zayn. En NXT The Great American Bash el 30 de julio, Dominik defendió con éxito el título contra Lee y Mustafa Ali en una lucha de triple amenaza.  En el episodio del 8 de agosto de NXT, Dominik retuvo el título contra Dragon Lee. En Payback el 2 de septiembre, Dominik ayudó a Bálor y Priest a capturar el Campeonato Indiscutible de Parejas de WWE de Kevin Owens y Sami Zayn, y a Ripley a retener el Campeonato Mundial Femenino contra Raquel Rodríguez. En el episodio del 25 de septiembre de Raw, Dominik derrotó a Dragon Lee para retener su título. En NXT No Mercy el 30 de septiembre, Dominik perdió el título ante Trick Williams, poniendo fin a su primer reinado a los 74 días, pero recuperó el título tres días después en el siguiente NXT, convirtiéndose en el tercer luchador, después de Johnny Gargano y Carmelo Hayes, en ganar el título más de una vez.  En el siguiente episodio de NXT, Dominik fue derrotado en una lucha por el Campeonato NXT por Ilja Dragunov después de la interferencia de Williams. En la noche 2 de NXT Halloween Havoc el 31 de octubre, Dominik defendió con éxito su título contra Nathan Frazer. En Survivor Series WarGames el 25 de noviembre, Dominik participó en su primer WarGames junto a The Judgment Day (que ahora incluía a JD McDonagh) y Drew McIntyre contra Cody Rhodes Jey Uso, Seth Rollins, Sami Zayn y un Randy Orton que regresaba de una lesión en un esfuerzo perdido. En NXT Deadline el 9 de diciembre, Dominik perdió el Campeonato Norteamericano de NXT ante Dragon Lee, poniendo fin a su segundo reinado a los 67 días. El 27 de enero de 2024, Dominik ingresó al Royal Rumble masculino en el puesto #9, eliminando a Carmelo Hayes y Bron Breakker antes de ser eliminado por CM Punk. En la Noche 1 de WrestleMania XL del 6 de abril, Dominik hizo equipo con Santos Escobar de Legado Del Fantasma contra su padre, Rey, y Andrade en un esfuerzo fallido después de la interferencia de Lane Johnson y Jason Kelce.
En el episodio del 15 de abril de Raw, Dominik sufrió una lesión legítima en el codo durante una lucha con Andrade y se creía que estaría fuera de la acción en el ring durante «aproximadamente de seis a ocho semanas». Durante este tiempo, comenzó una historia de romance con Liv Morgan, habiéndola ayudado accidentalmente a derrotar a Becky Lynch para ganar el Campeonato Femenino en King and Queen of the Ring el 25 de mayo. En el siguiente episodio de Raw, en un intento por ayudar a Lynch a recuperar el título, Dominik volvió a interferir en su lucha con Morgan. Sin embargo, Morgan retuvo el título y besó a Dominik después. Durante las siguientes semanas en Raw, como parte de su plan para quitarle todo a Rhea Ripley, Morgan coqueteó continuamente con Dominik en un intento de ganárselo. En el episodio del 8 de julio, formaron equipo para enfrentarse a Rey Mysterio y Zelina Vega. Dominik ganó la lucha y casi besa a Morgan después, pero fueron interrumpidos por el regreso de Ripley. Dominik pudo recuperar la confianza de Ripley en el episodio del 22 de julio de Raw al decirle públicamente a Morgan que la odiaba y hacerla llorar, pero en SummerSlam solo dos semanas después, ayudó a Morgan a retener su título y finalmente traicionó a Ripley. Posteriormente, Dominik y Morgan se convirtieron en una pareja dentro del kayfabe. Luego se enfrentaron a Ripley y Priest en una lucha por equipos mixtos en un esfuerzo perdido en Bash in Berlin. En Bad Blood, Dominik fue suspendido sobre el ring en una jaula de tiburones durante una revancha por el título entre Morgan y Ripley, donde fue atacado por Ripley después de colgarse de la jaula. En el Royal Rumble de 2025, Dominik compitió en la batalla real masculina, ingresando en el puesto #26, pero fue eliminado rápidamente por Priest. En marzo de 2025, dejó de utilizar el apodo de «Dirty» al modificar partes de su actitud.
Durante los meses siguientes, apoyaría a Bálor en su búsqueda del Campeonato Intercontinental, mientras que las tensiones entre ellos crecían. En la noche 2 de WrestleMania 41, Dominik derrotó a Bálor, Penta y al campeón defensor Bron Breakker en un Fatal 4-Way match para ganar el título al cubrir a Bálor, marcando su primer campeonato individual en el roster principal y convirtiéndose en parte del tercer dúo de padre e hijo en ganar ese título. La noche siguiente en Raw , Dominik defendió con éxito el título contra Penta en su primera defensa del título después de una asistencia de Carlito y el regreso de McDonagh. El 25 de julio, hizo su debut para Lucha Libre AAA Worldwide (AAA), donde atacó a Dragon Lee y al Megacampeón de la AAA El Hijo del Vikingo.

## Campeonatos y logros
•LA ROSA DE CHALA LUPE AWARDS 
°MEJOR NOVELA DEL AÑO 2023 y 2025 

Mysterio como campeón intercontinental de WWE.

°MEJOR HISTORIA DE TRIANGULO AMOROSO CON LIV MORGAN Y RHEA RIFLE 2024 
•TEMACH NEWSLETTER 
°PREMIO TODAS MIAS DEL AÑO 2023 y 2025
- WWE
  - WWE Intercontinental Championship (1 vez, actual)
  - NXT North American Championship (2 veces)
  - SmackDown Tag Team Championship (1 vez) - con Rey Mysterio
  - Bumpy Award (1 vez)
    - Tag Team of the Half-Year (2021) - con Rey Mysterio

  - Slammy Award (3 veces)
    - Faction of the Year (2024) - con The Judgment Day
    - Villain of the Year (2024)
    - Villain of the Year (2025) - con Liv Morgan

- Pro Wrestling Illustrated
  - Novato del Año (2020)
  - Situado No.147 de los 500 mejores luchadores individuales en el PWI 500 en 2021
  - Situado No.292 de los 500 mejores luchadores individuales en el PWI 500 en 2022
  - Situado No.94 de los 500 mejores luchadores individuales en el PWI 500 en 2023
  - Situado No.69 de los 500 mejores luchadores individuales en el PWI 500 en 2024